# Clinton County, Ohio
Clinton County är ett administrativt område i delstaten Ohio, USA med 43 399 invånare .  Den administrativa huvudorten (county seat) är Wilmington . 
Countyt har fått sitt namn efter USA:s vicepresident nr 4 George Clinton .

## Geografi
Enligt United States Census Bureau har countyt en total area på 1 068 km². 1 064 km² av den arean är land och 4 km² är vatten.  

### Angränsande countyn
- Greene County - nord
- Fayette County - nordost
- Highland County - sydost
- Brown County - syd
- Clermont County - sydväst
- Warren County - väst

### Orter
- Blanchester (delvis i Warren County)
- Clarksville
- Lynchburg (delvis i Highland County)
- Martinsville
- Midland
- New Vienna
- Port William
- Sabina
- Wilmington (huvudort)